# Jiří Kozák (architekt)
Jiří (Juraj) Kozák (27. března 1922 Benešov – 24. července 2003 Bratislava) byl konstruktér, statik a projektant ocelových konstrukcí. Později působil jako vysokoškolský pedagog a odborný publicista. Během II. světové války pracoval jako poštovní zřízenec a tři roky studoval v Německu. Po roce 1945 se stal konstruktérem mostárny ČKD Praha. Od roku 1946 pracoval u stavební firmy v Bratislavě a současně studoval Slovenskou technickou univerzitu (STU). Poté byl projektant a statik Stavoprojektu a vedoucí oddělení ocelových konstrukcí pobočky Vítkovických železáren v Bratislavě. Vytvářel především mostní konstrukce a anténní vysílače. Pedagogicky působil na vysoké škole v Bratislavě a stal se autorem řady odborných publikací s tematikou novodobých ocelových konstrukcí a jejich statikou. Proto se stal i členem mezinárodní organizace IASS (International Association of Shell Structures).

## Realizace
Jiří Kozák realizoval konstrukce těchto staveb:
- obchodní dům Prior, Bratislava
- hotel Kyjev, Bratislava
- areál Slovenské televize, Bratislava – Mlynská dolina
- televizní věž Kamzík, Bratislava
- hotel Thermal, Karlovy Vary
- Dům bytové kultury (DBK), Praha
- TRANSGAS – budovy Ústředního dispečinku tranzitního plynovodu, Federálního ministerstva paliv a energetiky a Světové odborové organizace v Praze
- Budova Federálního shromáždění v Praze
- Nová scéna Národního divadla v Praze
- Žižkovský vysílač, Praha

## Galerie

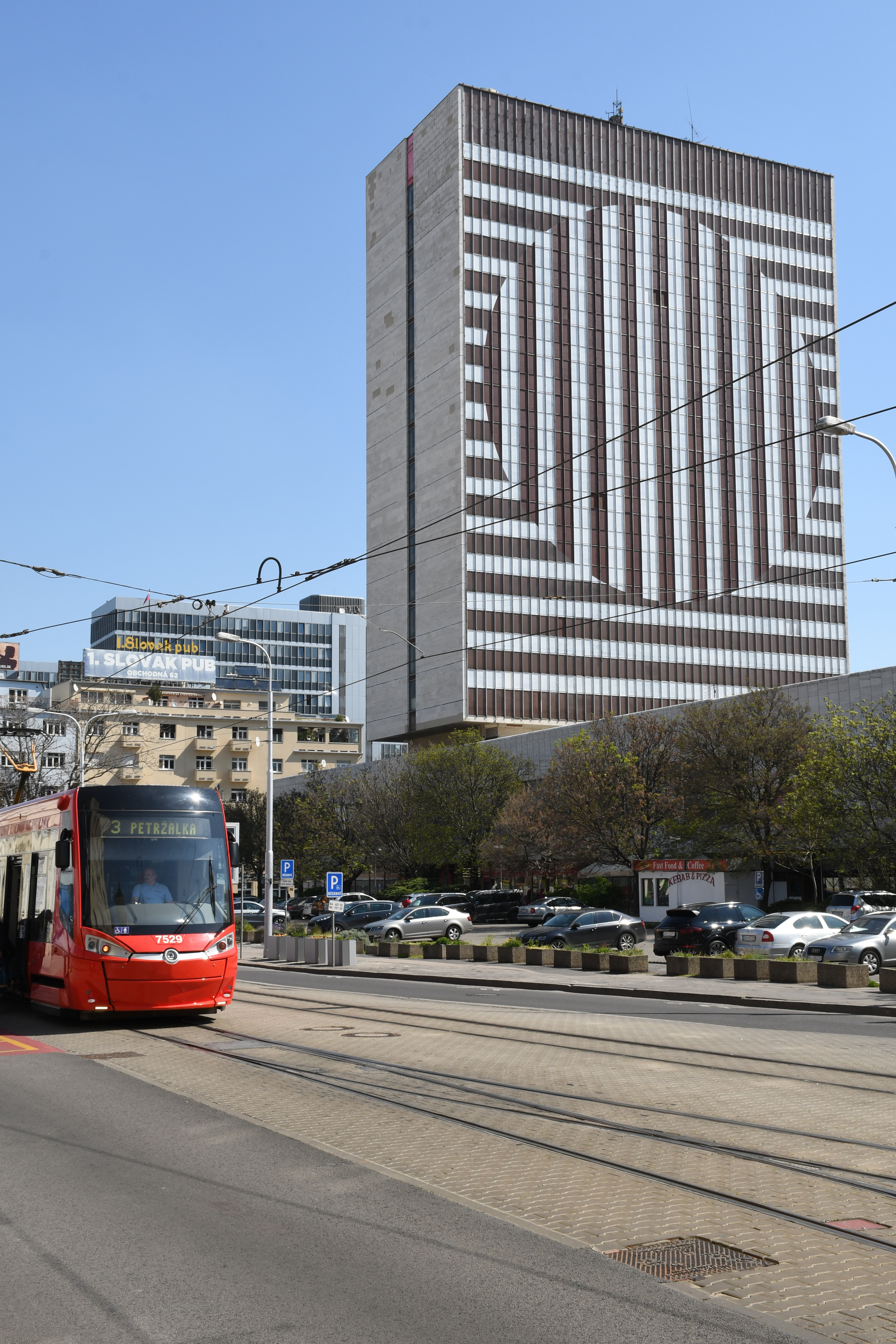
Hotel Kyjev, Bratislava
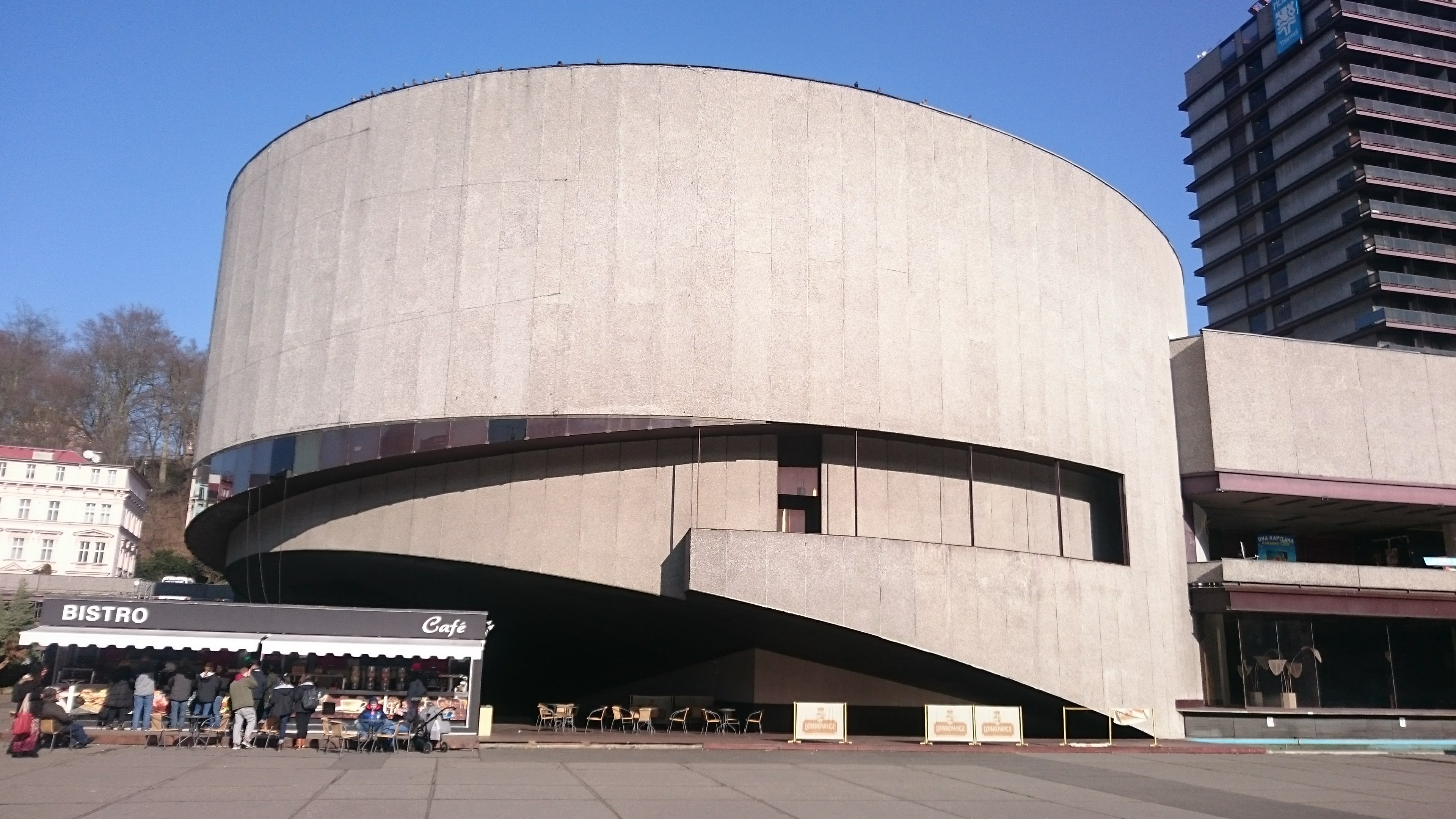
Hotel Thermal, Karlovy Vary
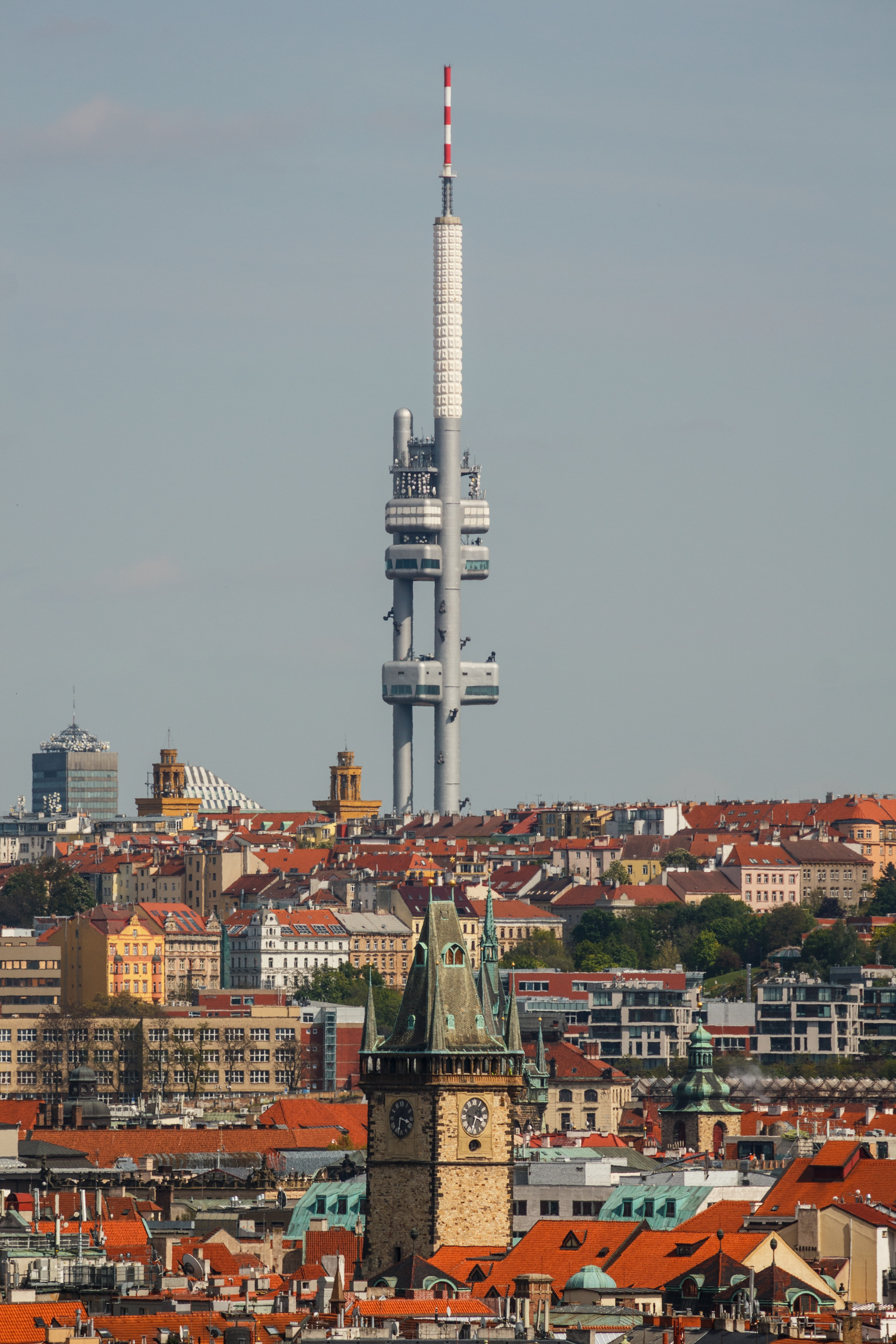
Žižkovský vysílač, Praha
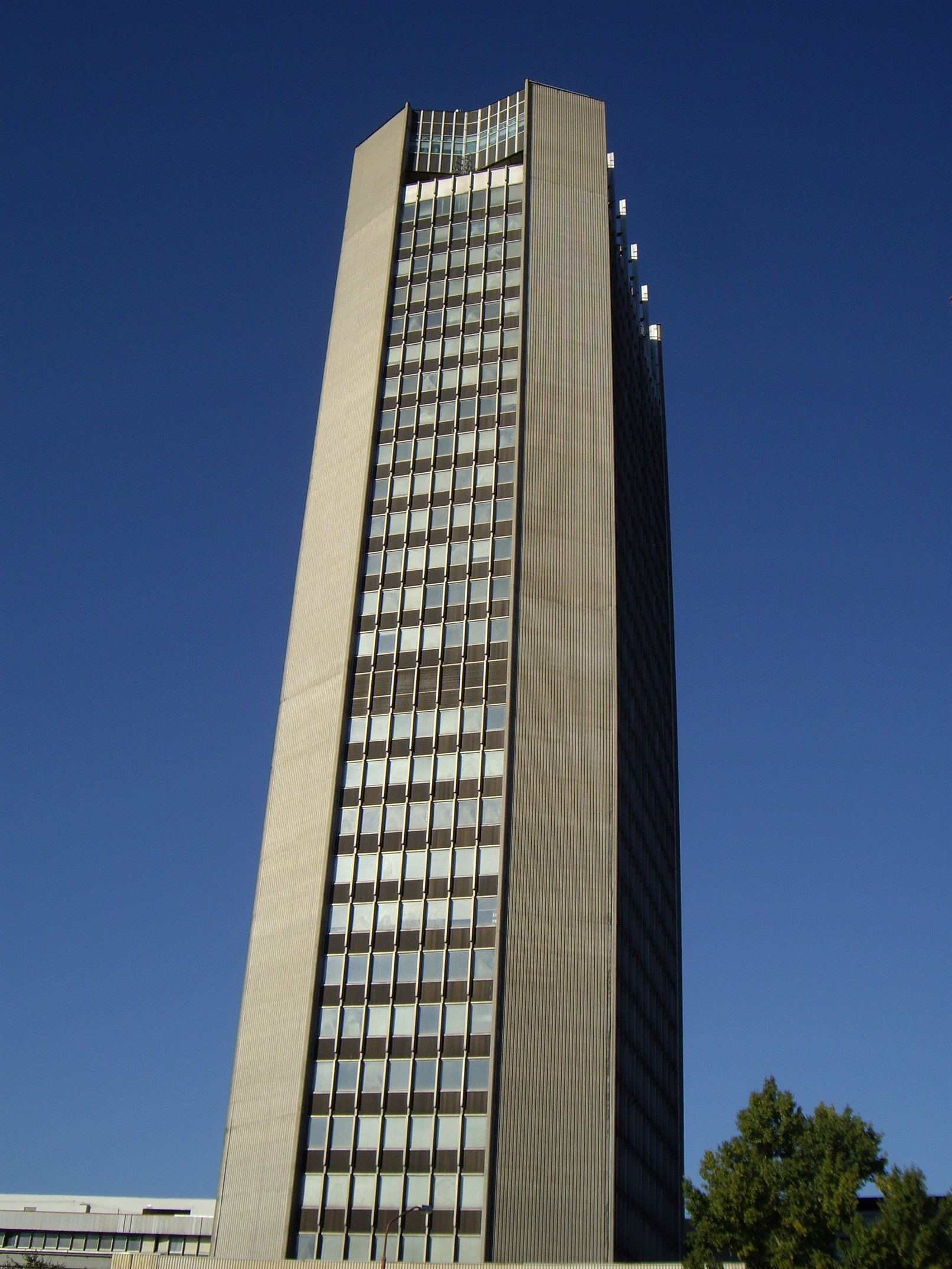
Slovenská televize, Bratislava
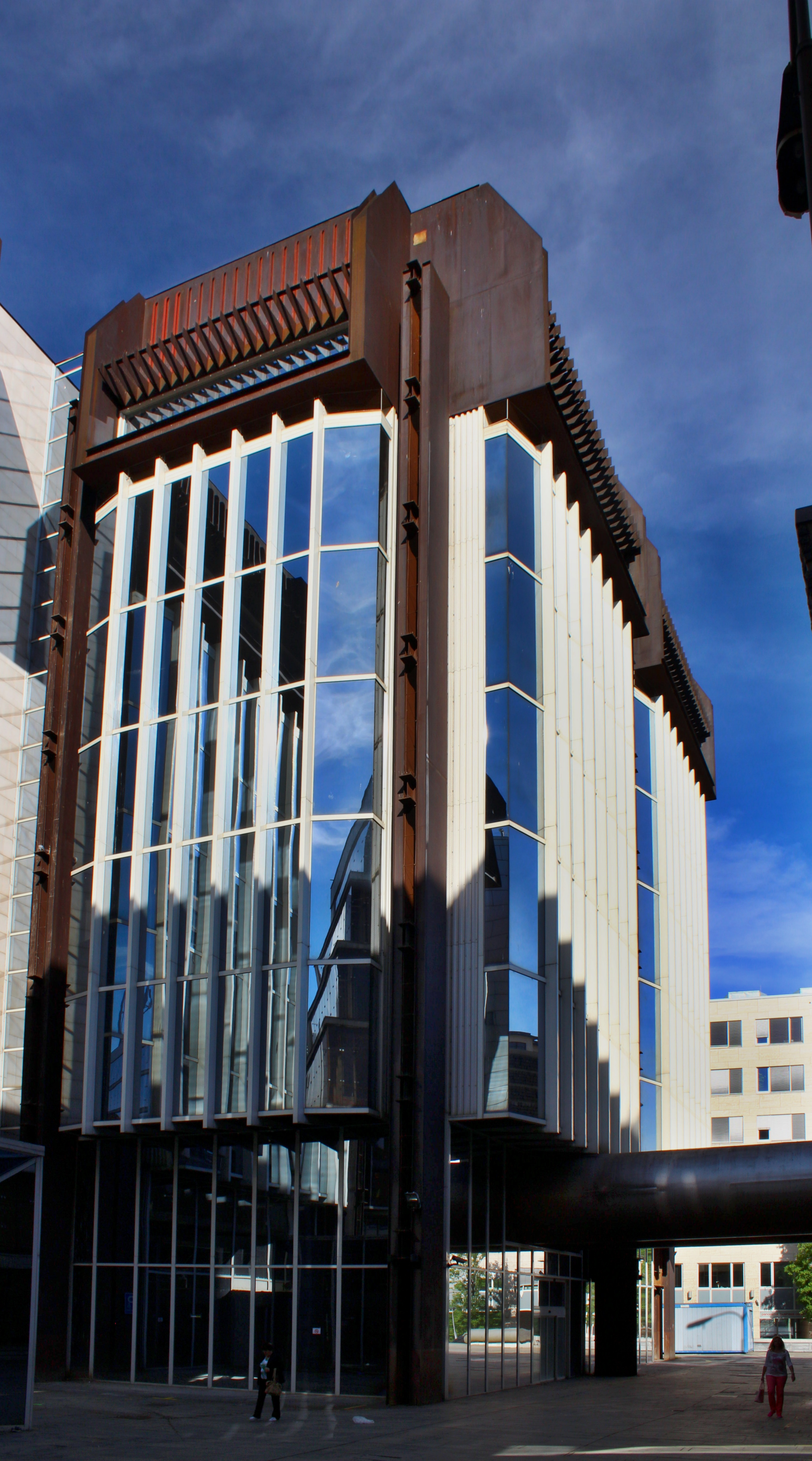
Transgas, Praha